# Carlos Masquelet
Carlos Masquelet Lacaci (Ferrol, 14 de julio de 1871 - La Junquera, 1948) fue un militar español. Durante el periodo de la Segunda República llegó a ocupar diversos puestos como jefe del Estado Mayor Central del Ejército o varias veces ministro de la guerra. Durante la Guerra civil tuvo un papel relevante, por haber diseñado un frente defensivo fundamentado en fortines, distribuidos en 4 anillos, que se construyeron para la Defensa de Madrid.

## Biografía
Nacido en Ferrol en 1871, ingresó en la Academia General Militar de Toledo en 1896. Llegó a participar en las campañas de Marruecos. Militar procedente del Cuerpo de ingenieros, era masón y de ideología republicano-liberal.
Durante la Dictadura de Primo de Rivera fue profesor en la Academia de Ingenieros y fue autor del proyecto de construcción de la nueva Base naval de Ferrol, cuyas obras dirigió personalmente en la década de 1920.
Ascendido a general en 1930, al proclamarse la Segunda República fue nombrado por el presidente del Consejo de Ministros, Manuel Azaña, jefe del Estado Mayor Central y, posteriormente sería nombrado ministro de la Guerra en el gobierno que presidió Alejandro Lerroux, entre el 3 de abril y el 6 de mayo de 1935. El 1 de agosto de 1935 es nombrado comandante Militar de Baleares. A pesar de ser jefe del Estado Mayor Central, no tuvo ningún rol durante la insurrección de Asturias debido a la desconfianza que un republicano sincero como Masquelet inspiraba en el gobierno radical-conservador. En su lugar, el ministro de la guerra Diego Hidalgo autorizó al general Francisco Franco que tomase el mando del Estado Mayor Central. Con la victoria electoral del Frente Popular en las elecciones de 1936, Masquelet volvió a ocupar la cartera ministerial de la guerra en los gobiernos que sucesivamente presidirían Manuel Azaña y Augusto Barcia Trelles, entre el 19 de febrero y el 13 de mayo de 1936.
Una vez iniciada la Guerra civil se mantuvo fiel a la República. Hasta entonces había sido jefe del Cuarto militar del Presidente de la República. Tuvo una destacada participación en la fortificación de Madrid a través del diseño de un frente defensivo fundamentado en fortines, distribuidos en 4 anillos, que se construyeron para la Defensa de Madrid (noviembre de 1936). El 19 de julio de 1937 pasó a la situación de reserva, aunque después de la reestructuración del Ejército republicano en el mes de diciembre fue nombrado jefe de la nueva Comisión de Fortificaciones.
Al finalizar la contienda se exilió en Francia, aunque años después regresó a España, donde fallecería en 1948.

## Reconocimientos
- Gran Cruz de la Real y Militar Orden de San Hermenegildo